# Mastigophora diclados
Mastigophora diclados är en bladmossart som först beskrevs av Brid. och Friedrich Weber, och fick sitt nu gällande namn av Christian Gottfried Daniel Nees von Esenbeck. Mastigophora diclados ingår i släktet Mastigophora och familjen Mastigophoraceae. Inga underarter finns listade i Catalogue of Life.